# Birgitz
Birgitz é um município da Áustria, situado no distrito de Innsbruck-Land, no estado do Tirol. Tem 4,78 km² de área e sua população em 2019 foi estimada em 1.459 habitantes.